# 17-я пехотная дивизия (Российская империя)
17-я пехотная дивизия — пехотное соединение в составе Русской Императорской армии. Входила в 19-й армейский корпус.
Штаб дивизии — Холм.

## История дивизии

### Формирование
Сформирована 5 февраля 1808 года из войск Оренбургской инспекции как 23-я дивизия. Расформирована 3 ноября 1810 года, вновь сформирована 9 февраля 1811 года.
Наименования дивизии:
- 05.02.1808—20.05.1820 — 23-я пехотная дивизия
- 20.05.1820—10.07.1826 — 14-я пехотная дивизия
- 10.07.1826—27.03.1829 — 2-я бригада Сводной дивизии 5-го пехотного корпуса
- 27.03.1829—21.04.1833 — 14-я пехотная дивизия
- 21.04.1833—12.05.1835 — 11-я пехотная дивизия
- 12.05.1835—хх.хх.1918 — 17-я пехотная дивизия

В 1812 году в состав дивизии входили:
1-я бригада
- Рыльский пехотный полк
- Екатеринбургский пехотный полк

2‑я бригада
- Селенгинский пехотный полк
- 18‑й егерский полк

23‑я полевая артиллерийская бригада
В апреле 1813 года полковой состав дивизии полностью изменился.

### Боевые действия
В кампанию 1812 года дивизия действовала в составе 4-го пехотного корпуса 1‑й Западной армии. Участвовала в сражениях при Островно, Смоленске, Валутиной Горе, Бородине, Тарутине, Малоярославце, Вязьме и Красном.
Дивизия принимала участие в Крымской войне, в частности, в сражениях на Альме и под Инкерманом, в обороне Севастополя и в сражении на Черной речке.
В годы Первой мировой войны — 

В 17-й пехотной дивизии генерала Балуева Бородинский полк (полковник Тумский) прославился победоносным единоборством со 2-й австро-венгерской кавалерийской дивизией при Владимире Волынском, а тарутинцы взяли при Тарнаватке первое знамя в этой войне.— Керсновский А. История русской армии
Летом 1915 г. дивизия в составе 5-й армии оперировала в Прибалтике.
В 1916 году подразделения дивизии участвовали в минной борьбе под Иллукстом, в районе «Фердинандова Носа».

## Состав дивизии (нач. XX в.)
- 1-я бригада (Холм)
  - 65-й пехотный Московский Его Величества полк
  - 66-й пехотный Бутырский генерала Дохтурова полк
- 2-я бригада (Замостье)
  - 67-й пехотный Тарутинский Великого Герцога Ольденбургского полк
  - 68-й лейб-пехотный Бородинский Императора Александра III полк
- 17-я артиллерийская бригада (Влодава)

## Командование дивизии
(Командующий в дореволюционной терминологии означал временно исполняющего обязанности начальника или командира. Должности начальника дивизии соответствовал чин генерал-лейтенанта, и при назначении на эту должность генерал-майоров они оставались командующими до момента своего производства в генерал-лейтенанты).

### Начальники дивизии
- 05.02.1808 — 03.11.1810 — генерал от кавалерии князь Волконский, Григорий Семёнович
- 09.02.1811 — 31.03.1811 — командующий генерал-майор Окулов, Модест Матвеевич
- 31.03.1811 — 26.08.1812[5] — генерал-майор Бахметев, Алексей Николаевич
- 31.08.1812 — 29.08.1814 — генерал-майор (с 08.10.1813 генерал-лейтенант) Лаптев, Василий Данилович
- 29.08.1814 — 25.07.1821 — генерал-лейтенант князь Хованский, Николай Николаевич
- 20.09.1821 — 10.07.1826 — генерал-майор (с 01.01.1826 генерал-лейтенант) Кайсаров, Паисий Сергеевич

10 июля 1826 дивизия (на тот момент 14-я пехотная) была свернута во 2-ю бригаду сводной дивизии 5-го корпуса. 27 марта 1829 вновь развернута под прежним наименованием.
- 27.03.1829 — 01.07.1830 — генерал-майор (с 22.09.1829 генерал-лейтенант) барон Розен, Роман Фёдорович
- 01.07.1830 — 14.08.1831 — генерал-лейтенант Вельяминов, Алексей Александрович
- 06.11.1831 — 06.12.1833 — генерал-лейтенант Жерве, Александр Карлович
- 06.12.1833 — 10.01.1834 — генерал-лейтенант Руперт, Вильгельм Яковлевич
- 10.01.1834 — 17.09.1837 — генерал-майор (с 18.04.1837 генерал-лейтенант) Гурко, Владимир Иосифович
- 17.09.1837 — 06.12.1849 — генерал-майор (с 30.08.1839 генерал-лейтенант) Неелов, Александр Дмитриевич
- 06.12.1849 — 29.01.1851 — генерал-лейтенант Щербацкий, Фёдор Григорьевич
- 29.01.1851 — 19.03.1855 — генерал-лейтенант Кирьяков, Василий Яковлевич
- 19.03.1855 — 20.10.1855 — генерал-майор (с 08.09.1855 генерал-лейтенант) Веселитский, Сергей Гаврилович
- 20.10.1855 — 04.03.1856 — генерал-лейтенант Павлов, Прокофий Яковлевич
- 04.03.1856 — 10.04.1859 — генерал-лейтенант Вишневский, Николай Францевич
- 12.04.1859 — хх.08.1870 — генерал-майор (с 08.09.1859 генерал-лейтенант) Тулубьев, Алексей Александрович
- 26.08.1870 — 28.03.1875 — генерал-майор (с 28.03.1871 генерал-лейтенант) Клемм, Оскар Карлович
- 28.03.1875 — 19.02.1877 — генерал-лейтенант Ган, Александр Фёдорович
- 22.02.1877 — 03.08.1877 — генерал-майор Пороховников, Виктор Иванович
- 03.08.1877 — 17.02.1879 — генерал-майор (с 16.04.1878 генерал-лейтенант) Жуков, Даниил Ефимович
- 17.02.1879 — 22.10.1886 — генерал-лейтенант Кузьмин, Илья Александрович
- 03.11.1886 — 11.10.1892 — генерал-лейтенант Дмитровский, Виктор Иванович
- 02.11.1892 — 23.03.1898 — генерал-лейтенант Козен, Александр Фёдорович
- 26.03.1898 — 08.05.1898 — генерал-лейтенант Вейс, Константин Александрович
- 08.05.1898 — 08.01.1902 — генерал-лейтенант барон фон Таубе, Фердинанд Фердинандович
- 30.01.1902 — 08.08.1906 — генерал-лейтенант фон Эссен, Павел Емельянович
- 08.08.1906 — 09.07.1910 — генерал-майор (с 22.04.1907 генерал-лейтенант) Закржевский, Николай Иосифович
- 09.07.1910 — 30.08.1914 — генерал-лейтенант Балуев, Пётр Семёнович
- 30.08.1914 — 31.10.1914 — командующий генерал-майор Кольшмидт, Виктор Брунович
- 31.10.1914 — 21.03.1915 — генерал-майор (с 21.01.1915 генерал-лейтенант) Стремоухов, Николай Петрович
- 21.03.1915 — 19.04.1917 — генерал-лейтенант Шрейдер, Пётр Дмитриевич
- 19.04.1917 — хх.хх.хххх — командующий генерал-майор Тихменёв, Юрий Михайлович

### Начальники штаба дивизии
Должность начальника штаба дивизии введена 1 января 1857 года
- 01.01.1857 — 08.02.1857 — полковник Андриевский, Николай Тарасович
- 08.02.1857 — 14.11.1864 — подполковник (с 30.08.1861 полковник) Цытович, Виктор Степанович
- 08.12.1864 — 02.06.1867 — подполковник Мейер, Лев Лаврентьевич
- 02.06.1867 — 02.10.1873 — подполковник (с 30.08.1868 полковник) фон Мевес, Михаил Троянович
- 05.11.1873 — 25.03.1875 — полковник Повало-Швейковский, Александр Николаевич
- 01.04.1875 — 22.04.1875 — и.д. полковник Синкевич, Антон Адамович
- 22.04.1875 — 17.09.1876 — полковник Громан, Сильверст Густавович
- 30.09.1876 — 29.07.1878 — полковник Деннет, Алексей Романович
- 19.05.1878 — 07.08.1884 — подполковник (с 30.08.1878 полковник) Разгонов, Константин Иосифович
- 07.08.1884 — хх.05.1887 — и.д. полковник Пашков, Егор Иванович
- 21.05.1887 — 27.02.1890 — полковник Мельницкий, Михаил Дмитриевич
- 15.03.1892 — 24.08.1892 — полковник Дагаев, Тимофей Михайлович
- 19.09.1892 — 10.04.1899 — полковник Доможиров, Фёдор Дмитриевич
- 09.04.1899 — 11.03.1902 — полковник Путилов, Нил Нилович
- 24.04.1902 — 02.06.1903 — полковник Эйхе, Георгий Фёдорович
- 04.08.1903 — 30.07.1906 — подполковник (с 06.12.1903 полковник) Кадомский, Дмитрий Петрович
- 07.08.1906 — 02.03.1909 — полковник Ерошевич, Пётр Константинович
- 02.03.1909 — 07.04.1911 — полковник Иогансон, Марий-Тималион-Гамелькар Александрович
- 24.04.1911 — 28.11.1914 — полковник Кригер, Оскар-Густав-Александр Филиппович
- 16.01.1915 — 01.12.1916 — подполковник (с 06.12.1915 полковник) Седачёв, Владимир Константинович
- 30.11.1916 — 19.04.1917 — генерал-майор Беляев, Николай Семёнович
- 19.04.1917 — хх.хх.хххх — подполковник (с 15.08.1917 полковник) Плотников, Евгений Борисович

### Командиры 1-й бригады
В период с 28 марта 1857 года по 30 августа 1873 года должности бригадных командиров были упразднены.
После начала Первой мировой войны в дивизии была оставлена должность только одного бригадного командира, именовавшегося командиром бригады 17-й пехотной дивизии.
- 05.02.1808 — 03.11.1810 — генерал-майор Окулов, Модест Матвеевич
- 09.02.1811 — 13.07.1812[6] — генерал-майор Окулов, Модест Матвеевич
- 13.07.1812 — 28.04.1813 — генерал-майор князь Гурьялов Иван Степанович
- 28.04.1813 — 18.02.1818 — генерал-майор Нилус, Пётр Богданович
- 18.02.1818 — 29.05.1821 — генерал-майор Шеншин, Василий Никанорович
- 17.07.1821 — 19.03.1826 — генерал-майор Корольков, Николай Васильевич
- 19.03.1826 — 10.07.1826 — командующий полковник Дуров, Фёдор Фёдорович
- 27.03.1829 — 28.09.1832[7] — генерал-майор барон Таубе, Максим Максимович
  - 23.06.1832 — 28.09.1832 — командующий полковник Пирятинский, Александр Григорьевич
- 28.09.1832 — 21.04.1833 — командующий полковник Боровский, Александр Фёдорович
- 21.04.1833 — 14.10.1833 — генерал-майор Жерве, Карл Леонтьевич
- 06.12.1833 — 07.04.1834 — генерал-майор Жеребцов, Алексей Михайлович
- 22.04.1834 — 14.09.1836 — генерал-майор Жеребцов, Михаил Иванович
- 14.09.1836 — 06.12.1840 — генерал-майор Дебан-Скоротецкий, Викентий Иванович
- 06.12.1840 — 03.11.1847 — генерал-майор Игнатьев, Ардалион Дмитриевич
- 23.11.1847 — 06.12.1851 — генерал-майор Ниппа, Карл Богданович
- 06.12.1851 — 20.11.1853 — генерал-майор Панов, Пётр Иванович
- 20.11.1853 — 03.02.1855 — генерал-майор Любимов, Иван Егорович
- 03.02.1855 — 30.08.1855 — генерал-майор Гриббе, Николай Карлович
- 30.08.1855 — 23.06.1856 — генерал-майор Гордеев, Николай Яковлевич
- 23.06.1856 — 28.03.1857[8] — генерал-майор Болдырев, Александр Васильевич
- 30.08.1873 — 03.02.1874 — генерал-майор Кутневич, Борис Герасимович
- 03.02.1874 — 08.09.1875 — генерал-майор Герстфельд, Филипп Эдуардович
- 08.09.1875 — 01.11.1876 — генерал-майор Столетов, Николай Григорьевич
- 02.11.1876 — хх.хх.1879 — генерал-майор Уфнярский, Владимир Францевич
- 07.03.1879 — 07.10.1884 — генерал-майор Донауров, Алексей Петрович
- 07.10.1884 — 20.04.1885 — генерал-майор барон фон Медем, Карл Карлович
- 20.04.1885 — 31.09.1891 — генерал-майор Шелковников, Иван Яковлевич
- 06.09.1891 — 09.12.1896 — генерал-майор Полянский, Василий Амфианович
- 19.01.1897 — 06.07.1900 — генерал-майор Носаржевский, Казимир Доменикович
- 18.07.1900 — 09.02.1901 — генерал-майор Защук, Леонид Иосифович
- 07.02.1901 — 06.11.1902 — генерал-майор Пельцер, Иван Карлович
- 06.11.1902 — 21.06.1905 — генерал-майор Кедров, Вонифатий Александрович
- 21.07.1905 — 19.07.1906 — генерал-майор Орел, Василий Фёдорович
- 25.07.1906 — 06.02.1914 — генерал-майор Колянковский, Эдуард Аркадьевич
- 11.02.1914 — 29.07.1914 — генерал-майор Ерогин, Михаил Григорьевич

### Командиры 2-й бригады
- 05.02.1808 — 03.11.1810 — генерал-майор Герценберг, Данила Иванович
- 09.02.1811 — 28.04.1813 — генерал-майор Алексополь, Фёдор Пантелеймонович
- 28.04.1813 — 29.08.1814[9] — полковник (с 15.06.1813 генерал-майор) Ладыженский, Николай Фёдорович
  - 04.04.1814 — 29.08.1814 — командующий полковник Шатилов, Иван Яковлевич
- 30.08.1814 — 11.10.1815 — генерал-майор Верёвкин, Николай Никитич
- 11.10.1815 — 08.03.1816 — генерал-майор Кайсаров, Паисий Сергеевич
- 08.03.1816 — 29.07.1817 — генерал-майор Турчанинов, Андрей Петрович
- 29.07.1817 — 06.04.1819 — генерал-майор Кайсаров, Паисий Сергеевич
- 06.04.1819 — 19.03.1826 — генерал-майор Фриш, Матвей Карлович
- 14.04.1829 — 18.06.1830 — генерал-майор Коханов, Семён Васильевич
- 16.07.1830 — 15.11.1830 — генерал-майор Фези, Карп Карпович
- 13.12.1830 — 01.07.1832 — генерал-майор Левенгоф, Тимофей Антонович
- 16.08.1832 — 21.04.1833 — командующий полковник Раенко, Яков Григорьевич
- 21.04.1833 — 23.12.1836 — генерал-майор Боллен, Фёдор Леонтьевич
- 23.12.1836 — 10.02.1845 — генерал-майор Квицинский, Онуфрий Александрович
- 10.02.1845 — 09.10.1847 — генерал-майор Грессер, Пётр Александрович
- 11.10.1847 — 09.05.1849 — генерал-майор Адлерберг, Максим Фёдорович
- 09.05.1849 — 08.09.1854[10] — генерал-майор Гогинов, Павел Александрович
- 08.09.1854[11] — 28.03.1857 — генерал-майор Корвин-Красинский, Александр Иванович
- 30.08.1873 — 15.07.1877 — генерал-майор Брант, Вильгельм Васильевич
- 15.07.1877 — 01.06.1878 — генерал-майор Нильсон, Андрей Андреевич
- 01.06.1878 — 16.04.1889 — генерал-майор (с 30.08.1888 генерал-лейтенант) Эльжановский, Казимир Юлианович
- 10.05.1889 — 12.02.1890 — генерал-майор барон Меллер-Закомельский, Александр Николаевич
- 19.02.1890 — 25.08.1892 — генерал-майор Озаровский, Александр Фёдорович
- 16.03.1893 — 27.05.1893 — генерал-майор Мациевский, Евгений Иосифович
- 31.05.1893 — 07.06.1894 — генерал-майор Гунниус, Теодор Карлович
- 13.06.1894 — 06.02.1896 — генерал-майор Красовский, Владимир Антонович
- 06.02.1896 — до 16.01.1898[12] — генерал-майор Зоммер, Михаил Карлович
- 29.01.1898 — 23.06.1899 — генерал-майор Вишняков, Евгений Петрович
- 23.06.1899 — 14.11.1899 — генерал-майор князь Урусов, Сергей Николаевич
- 17.11.1899 — 22.06.1904 — генерал-майор Арцышевский, Иван Игнатьевич
- 06.07.1904 — 03.12.1910 — генерал-майор Новосёлов, Николай Васильевич
- 03.01.1911 — 21.06.1915 — генерал-майор Кольшмидт, Виктор Брунович
- 23.07.1915 — 25.08.1915 — генерал-майор Люпов, Сергей Николаевич
- 24.08.1915 — 27.10.1915 — генерал-майор Солунсков, Степан Михайлович
- 27.10.1915 — 21.11.1915 — генерал-майор Карпов, Пётр Петрович
- 22.11.1915 — 19.10.1916 — генерал-майор Симансон, Давид Петрович
- 31.10.1916 — 25.04.1917 — полковник (с 30.12.1916 генерал-майор) Листовский, Антон Эдуардович
- 10.05.1917 — хх.хх.хххх — полковник Цабель, Константин Александрович

### Командиры 3-й бригады
В 1833 3-я бригада расформирована.
- 03.04.1814 — 29.08.1814 — генерал-майор Говоров, Иван Петрович
- 29.08.1814 — 11.10.1815 — генерал-майор Кайсаров, Паисий Сергеевич
- 11.10.1815 — 28.02.1816 — генерал-майор Энгельгардт, Григорий Григорьевич
- 08.03.1816 — 29.07.1817 — генерал-майор Кайсаров, Паисий Сергеевич
- 29.07.1817 — 13.03.1822 — генерал-майор Полторацкий, Константин Маркович
- 17.04.1822 — 16.09.1826 — генерал-майор Сулима, Николай Семёнович
- 14.04.1829 — 18.01.1831 — генерал-майор Прянишников, Олимпий Иванович
- 28.01.1831 — 12.07.1831 — генерал-майор Гавриленков, Роман Игнатович
- 22.08.1831 — 10.03.1832 — генерал-майор Николаев, Никита Иванович
- 25.03.1832 — 28.11.1832 — командующий полковник Потёмкин, Николай Васильевич
- 28.11.1832 — 21.04.1833 — генерал-майор де Жерве, Карл Леонтьевич

### Помощники начальника дивизии
В период с 28 марта 1857 года по 30 августа 1873 года помощники начальника дивизии фактически являлись бригадными командирами.
- 28.03.1857 — 10.07.1863 — генерал-майор Болдырев, Александр Васильевич
- 10.07.1863 — 13.08.1864 — генерал-майор Баумгартен, Николай Карлович
- 13.09.1864 — 07.09.1868[13] — генерал-майор Моллер, Николай Павлович
- 21.09.1868 — 26.10.1870 — генерал-майор Эрнрот, Казимир Густавович
- 26.10.1870 — 30.08.1873[14] — генерал-майор Кутневич, Борис Герасимович

### Командиры 17-й артиллерийской бригады
Сформирована 23 августа 1806 как Сибирская артиллерийская бригада. 16 февраля 1808 переименована в 23-ю артиллерийскую бригаду. Впоследствии номер в наименовании артиллерийской бригады как правило изменялся параллельно с номером пехотной дивизии, к которой бригада была приписана.
До 1875 г. должности командира артиллерийской бригады соответствовал чин полковника, а с 17 августа 1875 г. — чин генерал-майора.
- 23.02.1808 — 07.11.1808 — генерал-майор Булыгин, Дмитрий Александрович
- 07.11.1808 — 14.02.1811 — полковник Парфенек, Карл Карлович
- 14.02.1811 — 30.01.1812 — подполковник Назимов, Иван Михайлович
- 14.02.1812 — 23.02.1814[16] — подполковник (с 1813 полковник) Гулевич, Лавр Львович
- 10.08.1814 — хх.хх.1815 — подполковник Бикбулатов, Николай Михайлович
- хх.хх.1815 — 02.05.1816 — полковник Талызин, Евстигней Петрович
- 02.05.1816 — 06.04.1819 — полковник Фриш, Матвей Карлович
- 02.06.1819 — 14.03.1820[17] — подполковник (с 15.09.1819 полковник) Булашевич, Михаил Федосеевич
- 14.03.1820 — 22.08.1831 — подполковник (с 25.04.1823 полковник) Богданович, Иван Фёдорович
- хх.хх.хххх — 05.05.1835 — подполковник (с 20.03.1835 полковник) фон Ререн, Фёдор Карлович
- 05.05.1835 — 04.12.1844 — полковник (с 11.04.1843 генерал-майор) Штаден, Иван Евстафьевич
- 05.01.1845 — 16.01.1855 — полковник (с 30.03.1852 генерал-майор) Тимофеев, Николай Дмитриевич
- 16.01.1855 — 04.05.1867 — полковник (с 08.11.1861 генерал-майор) Каннабих, Яков Иванович
- 04.05.1867 — после 01.05.1869 — полковник Визлер, Николай Андреевич
- до 01.09.1869 — 05.09.1877 — полковник (с 30.08.1875 генерал-майор) Фриде, Вильгельм Васильевич
- 05.09.1877 — 09.12.1888 — полковник (с 30.08.1879 генерал-майор) Агафонов, Пётр Петрович
- 09.12.1888 — 09.01.1890 — генерал-майор Будде, Александр Эммануилович
- 09.01.1890 — 16.03.1892 — генерал-майор Беляев, Тимофей Михайлович
- 16.03.1892 — 31.10.1899 — генерал-майор барон фон Майдель, Христофор Германович
- 29.12.1899 — 13.03.1900[18] — генерал-майор Чаплин, Павел Моисеевич
- 14.04.1900 — 12.06.1906 — генерал-майор Кобозев, Евграф Николаевич
- 20.06.1906 — 19.07.1911 — полковник (с 22.04.1907 генерал-майор) Васюхнов, Владимир Константинович
- 19.07.1911 — 25.10.1913 — генерал-майор Гаврилов, Василий Тимофеевич
- 25.10.1913 — 12.05.1916 — генерал-майор Фёдоров, Пётр Никонович
- 03.06.1916 — 26.06.1916 — генерал-майор Зайковский, Михаил Фёдорович
- 27.06.1916 — хх.хх.хххх — генерал-майор Левандовский, Иван Михайлович